# Nong Khayang (huyện)
Nong Khayang (tiếng Thái: หนองขาหย่าง) là một huyện (amphoe) của Uthai Thani Province, miền nam Thái Lan.

## Lịch sử
Nong Luang (หนองหลวง) đã là một chốt kiểm tra biên giới quan trọng từ thời Ayutthaya. Năm 1917, chính quyền đã đổi cấp đơn vị hành chính khwaeng thành amphoe giống như tỉnh khác, Nong Luang là huyện thuộc tỉnh Uthai Thani. Năm sau, trụ sở huyện Nong Luang đã được dời đến Noen Po và huyện đã được đổi tên thành Nong Khayang.

## Địa lý
Các huyện giáp ranh (từ phía tây theo chiều kim đồng hồ) là: Nong Chang, Thap Than, Mueang Uthai Thani của tỉnh Uthai Thani, Wat Sing và Nong Mamong của tỉnh Chainat.

## Hành chính
Huyện này được chia thành 9 phó huyện (tambon), các đơn vị này lại được chia ra thành 53 làng (muban). Nong Khayang là một thị trấn (thesaban tambon) nằm trên một phần của tambon Nong Khayang. Có 5 Tổ chức hành chính tambon.
| STT. | Tên          | Tên Thái   | Số làng | Dân số |  |
| ---- | ------------ | ---------- | ------- | ------ |  |
| 1.   | Nong Khayang | หนองขาหย่าง | 8       | 2.770  |  |
| 2.   | Nong Phai    | หนองไผ่     | 9       | 2.502  |  |
| 3.   | Don Kloi     | ดอนกลอย    | 6       | 1.240  |  |
| 4.   | Huai Rop     | ห้วยรอบ     | 3       | 503    |  |
| 5.   | Thung Phueng | ทุ่งพึ่ง       | 7       | 1.461  |  |
| 6.   | Tha Pho      | ท่าโพ       | 4       | 2.266  |  |
| 7.   | Mok Thaeo    | หมกแถว     | 3       | 605    |  |
| 8.   | Lum Khao     | หลุมเข้า     | 7       | 2.524  |  |
| 9.   | Dong Khwang  | ดงขวาง     | 6       | 2.498  |  |